# Liste der Flaggen im Odenwaldkreis
Diese Liste zeigt die Flaggen im Odenwaldkreis in Hessen, mit seinen Städten, Gemeinden und Ortsteilen. Anbetrachts der Tatsache, dass in Hessen vorwiegend Banner bzw. Hochflaggen üblich sind, werden die Genehmigungsdaten und die Flaggenbeschreibung auch auf diese bezogen.
| Der Odenwaldkreis in Hessen |  | Die Flagge des Odenwaldkreises wurde durch das Hessische Innenministerium für den damaligen Landkreis Erbach genehmigt und wird wie folgt beschrieben: „Auf schwarz-rot-goldenem Flaggentuch im Rot, das sich oben in gestürzter heraldischer Spitze bis zur Mitte von Schwarz und Gold hineinschiebt, aufgelegt das Kreiswappen.“ |

## Städte und Gemeinden
| Stadt oder Gemeinde | Banner | Hissflagge | Beschreibung und Genehmigung |
| Bad König           | 2:5    | 5:3        | „Eine Flagge in den Farben rot-weiß-rot mit Wappenbild.“ Genehmigt am 15. August 1952                                                                               |
| Brensbach           | 2:5    | 5:3        | „In Rot-Weißem Flaggentuch im oberen Drittel aufgelegt das Gemeindewappen.“ Genehmigt am 12. Juni 1978                                                              |
| Breuberg            | 2:5    | 5:3        | „Dreibahnig Rot-Weiß-Blau, in der oberen Flaggenhälfte aufgelegt das Gemeindewappen.“ Genehmigt am 20. Juli 1954                                                    |
| Brombachtal         | 2:5    | 5:3        | „Auf rot/weißer Flaggenbahn in der oberen Hälfte aufgelegt das Gemeindewappen.“ Genehmigt am 19. März 1980                                                          |
| Erbach              |        |            | Die Stadt Erbach führt keine offizielle Flagge. Lokal wird jedoch eine blau-rote Fahne mit dem Stadtwappen verwendet.                                               |
| Fränkisch-Crumbach  |        |            | Die Gemeinde Fränkisch-Crumbach führt keine offizielle Flagge. Lokal wird jedoch eine blau-gelbe Fahne mit dem Gemeindewappen verwendet.                            |
| Höchst              |        |            | Die Gemeinde Höchst führt keine offizielle Flagge. Lokal wird jedoch eine blau-rote Fahne mit dem Gemeindewappen verwendet.                                         |
| Lützelbach          | 2:5    | 5:3        | „Auf dem in Gold und Blau geständerten Flaggentuch im Kreuzpunkt aufgelegt das Gemeindewappen.“ Genehmigt am 5. Juli 1973                                           |
| Michelstadt         |        |            | Die Stadt Michelstadt führt keine offizielle Flagge. Lokal wird jedoch eine blau-goldene Fahne mit dem Stadtwappen verwendet.                                       |
| Mossautal           |        |            | Die Gemeinde Mossautal führt keine offizielle Flagge. Lokal wird jedoch eine rot-weiß-rote Fahne mit dem Gemeindewappen verwendet.                                  |
| Oberzent            | 2:5    | 5:3        | „Rot-Weiß-Rot gespalten (1:3:1) belegt mit dem Stadtwappen. Die Stadtfarben sind Rot und Weiß.“ Genehmigt am 13. September 2017; Inkraft getreten am 1. Januar 2018 |
| Reichelsheim        |        |            | Die Gemeinde Reichelsheim führt keine offizielle Flagge. Lokal wird jedoch eine weiße Fahne, belegt mit dem Gemeindewappen verwendet.                               |
| ------------------- | ------ | ---------- | --- |

## Ehemalige Gemeinden
| Name               | Banner | Hissflagge | Beschreibung und Genehmigung |
| ------------------ | ------ | ---------- | --- |
| Hesseneck          | 2:5    | 5:3        | „Auf roter Mittelbahn, begleitet von je einem roten (außen) und einem weißen (innen) Randstreifen, in der oberen Hälfte aufgelegt das Gemeindewappen.“ Genehmigt am 5. Dezember 1983 |
| Lützel-Wiebelsbach | 2:5    | 5:3        | „Auf dem in Gold und Blau geständerten Flaggentuch im Kreuzpunkt aufgelegt das Gemeindewappen.“ Genehmigt am 20. März 1967                                                           |
| Mümling-Grumbach   | 2:5    | 5:3        | „Auf dem von Rot und Gelb im oberen Drittel geständerten Flaggentuch im Kreuzpunkt aufgelegt das Gemeindewappen“ Genehmigt am 23. Dezember 1968                                      |
| Ober-Kainsbach     | 2:5    | 5:3        | „Auf das in Rot und Weiß geständerte Flaggentuch im Kreuzpunkt aufgelegt das Gemeindewappen.“ Genehmigt am 30. November 1964                                                         |
| Rothenberg         | 2:5    | 5:3        | „Auf rot/goldener Flaggenbahn in der oberen Hälfte aufgelegt das Gemeindewappen.“ Genehmigt am 7. Oktober 1981                                                                       |
| Sensbachtal        | 2:5    | 5:3        | „Auf rot/grüner Flaggenbahn, belegt mit einem weißen Mittelstreifen in der oberen Hälfte aufgelegt das Gemeindewappen.“ Genehmigt am 12. Mai 1986                                    |